# Atrium Musicae de Madrid
Atrium Musicae de Madrid è stato un ensemble di musica antica di Madrid (Spagna), fondato nel 1964 dal monaco spagnolo Gregorio Paniagua Rodriguez.
Forse la registrazione più famosa del gruppo è Musique de la Grèce Antique (Musica della Grecia Antica), sotto l'egida dell'UNESCO (per la prima edizione in LP), nella quale interpreta frammenti di papiro giunti fino a noi. L'esecuzione delle composizioni antiche comportò anche la ricostruzione di un arsenale di strumenti antichi. Questo era certamente un aspetto affascinante delle esecuzioni live del gruppo nel corso di una serie di acclamati tour internazionali. Il successo di questa registrazione del 1978 non solo è il solo fiore all'occhiello del gruppo; nel 1976 la registrazione Musique Arabo-Andalouse approfondisce la musica ispano-musulmana, ed è un importante creazione, di un interesse del tutto nuovo in questo genere musicale del sud della Spagna. Dalla fine del 1970 nei primi anni 1980 il gruppo ha avviato una serie di registrazioni che si occupano del XV e del XVI secolo, canti popolari spagnoli, o anche della musica del Nuovo Mondo, come Las Indias de Espana, una registrazione di musica pre-colombiana  raccolta dagli archivi.
La decisione di sciogliere il gruppo è stata senza dubbio motivata dal desiderio, per alcuni dei più giovani fratelli Paniagua, di intraprendere una carriera solistica.

## Componenti del gruppo
- Luis Paniagua
- Carlos Paniagua
- Eduardo Paniagua
- Beatriz Amo
- Cristina Ubeda
- Begoña Olavide
- Pablo Cano
- Máximo Pradera
- Andreas Pittwitz

## Discografia
- MISSA DE BARCELONA-ARS NOVA S.XIV-y MUSICA PROFANA (LP)

Edigsa AHMC 10-57 (Barcelona, Spagna), Harmonia Mundi HMU 10.033 (Francia)
Registrato: Madrid (Spagna), 1971
- MÚSICA IUCUNDA .SIGLOS XII AL XVII (LP) e (CD)

Hispavox HHS 10-459 (Spagna), Erato STU 71098 (Francia), Melodiya C 10-09899/09900 (USSR)
Registrato: Madrid (Spagna), 1976
- MUSIQUE ARABO ANDALOUSE (LP) e (CD)

Harmonia mundi HM 389-04 (Francia)
Registrato: Carcasonne (Francia), 1976
- TARANTULE-TARANTELLE (LP) e (CD)

Harmonia mundi HM 379 (Francia)
Registrato: Carcasonne (Francia), 1976
- DIEGO ORTIZ RECERCADAS (LPx2)

Harmonia mundi HM2393 (Francia), Victor VIC 2399-0 (Giappone)
Registrato: Madrid (Spagna) & Provence (Francia), 1977
- MUSIQUE DE LA GRECE ANTIQUE (LP) e (CD)

Harmonia mundi HM 1015 (Francia), Victor VIC-28067 (Giappone)
Registrato: Provence (Francia), 1978
- THIBAUT DE NAVARRE (LP)

Victor VIC-28137 (Giappone)
Registrato: 1978
- VILLANCICOS (LP) e (CD)

Harmonia mundi HM 1025 (Francia), Victor VIC-28086 (Giappone)
Registrato: Forcalquier (Francia), 1979
- LA SPAGNA -XV-XVI-XVII Centuries (LPx2, CD)

BIS Gramophon LP 163/164 (Svezia)
Registrato: Madrid (Spagna), 1980
- LAS INDIAS DE ESPAÑA MÚSICA PRECOLOMBINA DE ARCHIVOS DEL VIEJO Y NUEVO MUNDO (LP)

Hispavox S90.463 (Spagna)
Registrato: Madrid (Spagna), 1981
- LA FOLIA- DE LA SPAGNA (LP) e (CD)

Harmonia mundi HM 1050 (France), Victor VIC-28079 (Giappone)
Registrato: Provenza (Francia), 1982